# Christian Pouga
Christian Pouga (Douala, 19 de junho de 1986) é um futebolista camaronês que joga a avançado. Em 2011 foi contratado pelo Marítimo por duas épocas.

## Boavista
Christian Pouga chegou ao Boavista no dia 7 de agosto de 2014. Com passagens por Marítimo e Leixões, o gigante avançado (1.93m) vinha para ser uma opção para atacar a época dificílima. Com a afirmação de Michael Uchebo, Pouga perdeu espaço e acabou por apontar somente 1 golo em 12 Jogos(6 a titular) na primeira época vestido de xadrez. Avançado muito possante e com jogo aéreo temível mas com muitas limitações técnicas espera-se agora que singre na época 2015/16.